# Munster (kerk)

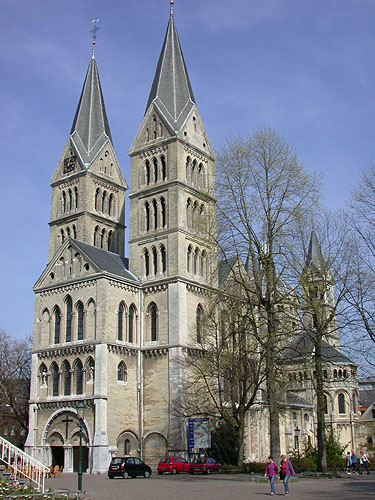
Munsterkerk Roermond

De benaming munster is afkomstig van het Latijnse monasterium (klooster). Daarmee werd geen parochiekerk bedoeld, maar een sacraal gebouw als deel van een klooster of kapittel (stiftskerk).
In de 13e eeuw ontwikkelde zich daaruit de betekenis van een grote kerk, waardoor in zuidelijke delen van Duitsland en aangrenzende gebieden buiten stiftskerken voortaan ook bisschopskerken en een aantal grote stadsparochiekerken onder het begrip "munster" vielen.
Over het bouwtype zegt het begrip verder niets. De benaming is dus alleen een traditioneel vastgelegde benoeming voor een bepaalde kerk.
In het Engelstalige gebied kan men eenzelfde ontwikkeling van het woord "minster" herkennen. Ook het Engelse woord minster is afgeleid van monasterium. In tegenstelling tot het Engelse monastery, dat klooster betekent, wordt het woord minster gebruikt voor kerken met een prominente status.